# لوران رو
لوران رو (بالفرنسية: Laurent Roux)‏ ولد بتاريخ 3 ديسمبر 1972 في فرنسا، هو دراج فرنسي سابق في صنف سباق الدراجات على الطريق.

## سجل النتائج

### سباقات أو مراحل فاز بها
- طواف إيطاليا

## روابط خارجية
- لوران رو على موقع أرشيف الدراجات (الإنجليزية)
- لوران رو على موقع إحصائيات الدراجات الإحترافية (الإنجليزية)
- لوران رو على موقع CycleBase (الإنجليزية)